# Szomáliai cinege
A szomáliai cinege (Parus thruppi) a verébalakúak (Passeriformes) rendjébe, ezen belül a cinegefélék (Paridae) családjába tartozó faj.

## Rendszerezése
A fajt George Ernest Shelley angol ornitológus írta le 1885-ben. Jelenlegi besorolása vitatott, egyes szervezetek a Melaniparus nembe helyezik, Melaniparus thruppi néven.

### Alfajai
Két alfaja ismert: a P. t. thruppi (Shelley, 1885) Etiópiában, Szomáliában (kivéve az ország délkeleti részét) és Kenya északi részében él, valamint a P. t. barakae (F. J. Jackson, 1899), mely Ugandában, Kenyában, Tanzániában és Szomália délkeleti részén fordul elő.

## Előfordulása
Etiópia, Kenya, Szomália, Tanzánia és Uganda területén honos. A természetes élőhelye szubtrópusi és trópusi akácos erdők, cserjések és szavannák.

## Megjelenése
Testhossza 11,5-12 centiméter, testtömege 12 gramm.

## Életmódja
Rovarevő, különösen kedveli a darazsakat, bogarakat és rovarlárvákat.

## Szaporodása
Fészkét faodúkban rendezi be, a földtől 2,5-7 méter magasan. Februártól júniusig költ.

## Külső hivatkozások
- Parus thruppi
- Parus thruppi